# مدال ادیسون انجمن مهندسان برق و الکترونیک
مدال اِدیسون انجمن مهندسان برق و الکترونیک (انگلیسی: IEEE Edison Medal) از طرف انجمن مهندسان برق و الکترونیک به کسانی که دستاورد شایسته‌ای در زمینه مهندسی برق داشته باشند اهدا می‌شود. این مدال قدیمی‌ترین و باارزش‌ترین مدال در زمینه مهندسی برق در آمریکا است.

## مدال آوران
افراد زیر به دریافت این مدال نائل آمده‌اند:
- ۱۹۰۹: الیهو تامسون
- ۱۹۱۰: فرانک سپری
- ۱۹۱۱: جرج وستینگهاوس
- ۱۹۱۲: ویلیام استنلی
- ۱۹۱۳: چارلز براش
- ۱۹۱۴: الکساندر گراهام بل
- ۱۹۱۵: هیچ کس
- ۱۹۱۶: نیکولا تسلا
- ۱۹۱۷: جان کارتی
- ۱۹۱۸: بنجامین لام
- ۱۹۱۹: ویلیام لو روی امت
- ۱۹۲۰: میهاجلو پاپین
- ۱۹۲۱: کامینگ چسنی
- ۱۹۲۲: رابرت میلیکان
- ۱۹۲۳: جان لیب
- ۱۹۲۴: جان وایت هاول
- ۱۹۲۵: هریس رایان
- ۱۹۲۶: هیچ کس
- ۱۹۲۷: ویلیام دی کولیج
- ۱۹۲۸: فرانک بی جیوت
- ۱۹۲۹: چارلز ف. اسکات (مهندس)
- ۱۹۳۰: فرانک کنارد
- ۱۹۳۱: ادوین رایس
- ۱۹۳۲: بنکرافت گراردی
- ۱۹۳۳: آرتور ادوین کنلی
- ۱۹۳۴: ویلیس ویتنی
- ۱۹۳۵: لوئیس استیوال
- ۱۹۳۶: الکس داو
- ۱۹۳۷: گانو دان
- ۱۹۳۸: داگالد جکسن
- ۱۹۳۹: فیلیپ تورچیو
- ۱۹۴۰: جورج اشلی کمپبل
- ۱۹۴۱: جان وایتهد
- ۱۹۴۲: ادوین هاوارد آرمسترانگ
- ۱۹۴۳: ونیوار بوش
- ۱۹۴۴: ارنست الکساندرسن
- ۱۹۴۵: فیلیپ اسپورن
- ۱۹۴۶: لی دفارست
- ۱۹۴۷: جوزف سلپیان
- ۱۹۴۸: موریس لیدز
- ۱۹۴۹: کارل مکرون
- ۱۹۵۰: اتو بلکول
- ۱۹۵۱: چارلز واگنر
- ۱۹۵۲: ولادیمیر زورکین
- ۱۹۵۳: جان فایندلی پیترز
- ۱۹۵۴: الیور باکلی
- ۱۹۵۵: لئونید آمانسکی
- ۱۹۵۶: کامفرت آدامز
- ۱۹۵۷: جان هودنت
- ۱۹۵۸: چارلز کترینگ
- ۱۹۵۹: جیمز فیرمن
- ۱۹۶۰: هرولد آزبورن
- ۱۹۶۱: ویلیام کووهون
- ۱۹۶۲: الکساندر مانتیث
- ۱۹۶۳: جان رابینسون پیرس
- ۱۹۶۴: هیچ کس
- ۱۹۶۵: واکر لی کیسلر
- ۱۹۶۶: ویلیام بارو
- ۱۹۶۷: جرج هارولد براون
- ۱۹۶۸: چارلز آویلا
- ۱۹۶۹: هندریک وید بدی
- ۱۹۷۰: هوارد اچ. آیکن
- ۱۹۷۱: جان ویستار سیمپسن
- ۱۹۷۲: بیل پیکرینگ
- ۱۹۷۳: برنارد تلگن
- ۱۹۷۴: ژان رایشمن
- ۱۹۷۵: سیدنی دارلینگتون
- ۱۹۷۶: موری جاسلین
- ۱۹۷۷: هنری بیزنیس
- ۱۹۷۸: دنیل نابل
- ۱۹۷۹: آلبرت رز
- ۱۹۸۰: رابرت آدلر
- ۱۹۸۱: چاپین کاتلر
- ۱۹۸۲: ناتان کوهن
- ۱۹۸۳: هرمان شوان
- ۱۹۸۴: یوجین آی گوردون
- ۱۹۸۵: جان کراوس
- ۱۹۸۶: جیمز فلاناگان
- ۱۹۸۷: رابرت هنل
- ۱۹۸۸: جیمز راس مک دونالد
- ۱۹۸۹: نیک هولونیاک
- ۱۹۹۰: آرچی استرایتون
- ۱۹۹۱: جان مل
- ۱۹۹۲: دیو فورنی
- ۱۹۹۳: جیمز پومورین
- ۱۹۹۴: لسلی گدس
- ۱۹۹۵: رابرت لاکی
- ۱۹۹۶: فلوید دن
- ۱۹۹۷: استر کانول
- ۱۹۹۸: رولف لانداور
- ۱۹۹۹: کیس شوهمر ایمینک
- ۲۰۰۰: ژوئن-ایچی زاوا
- ۲۰۰۱: رابرت دنارد
- ۲۰۰۲: ادوارد همر
- ۲۰۰۳: هیچ کس
- ۲۰۰۴: فدریکو کاپاسو
- ۲۰۰۵: پیتر لارنسن
- ۲۰۰۶: فواز علبی
- ۲۰۰۷: راسل دپویس
- ۲۰۰۸: داو فرومن
- ۲۰۰۹: تینگی لی
- ۲۰۱۰: ری دالبی
- ۲۰۱۱: ایسامو آکاساکی
- ۲۰۱۲: مایکل فرانسیس تومپست
- ۲۰۱۳: ایوان پول کامینوف
- ۲۰۱۴: رالف بائر
- ۲۰۱۵: جیمز جولیوس اسپیلکر
- ۲۰۱۶: رابرت برودرسن
- ۲۰۱۷: جورج کرافورد